# Cerithiopsis sigsbeana
Cerithiopsis sigsbeana is een slakkensoort uit de familie van de Cerithiopsidae. De wetenschappelijke naam van de soort is voor het eerst geldig gepubliceerd in 1881 door Dall.